# Accelerador lineal
Un accelerador de partícules lineal és un dispositiu elèctric per l'acceleració de partícules subatòmiques que tinguin càrrega elèctrica, com ara electrons, positrons, protons o ions.

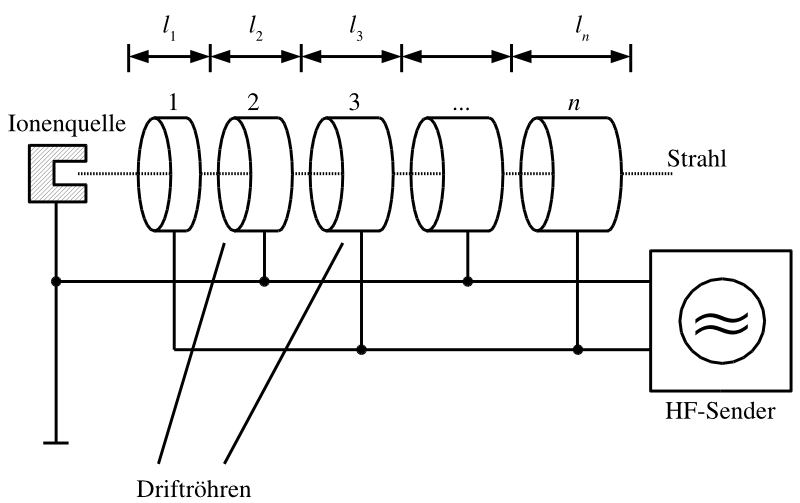
Principe de construcció d'un accelerador lineal segons Ising i Wideroe

## Desenvolupament de l'accelerador lineal
Antigament les partícules s'acceleraven mitjançant un voltatge continu, però aviat es va observar que en augmentar el voltatge, es produïa una descàrrega elèctrica amb el medi que impedia tals augments de voltatge.
Per tant, es van buscar alternatives al principi de generar l'acceleració amb corrent continu. Gustav Ising va suggerir l'accelerador lineal basat en un voltatge alternant i Rolf Wideroe va desenvolupar aquest concepte per primera vegada l'any 1928. Aquest tipus d'accelerador es compon de nombrosos elements d'acceleració, els tubs d'empenta. Entre els tubs d'empenta individuals es troba una columna en la qual hi ha un camp elèctric polsant. La freqüència de la pulsació és tal que les partícules que la travessen sempre s'acceleren, amb la qual cosa augmenta la seva energia cinètica en petits salts. El tub d'empenta actua com una caixa de Faraday. El camp es commuta mentre la partícula passa el tub d'empenta, de tal manera que quan la partícula arriba, un camp la torna a accelerar. D'aquesta manera les partícules s'acceleren a energies que no es poden assolir amb un únic elements d'acceleració.
Un accelerador de partícules lineal modern és bàsicament un cilindre que constitueix una guia d'ones, en la qual viatja una ona electromagnètica. Consisteix en:
- Una font de partícules
- Una font d'alt voltatge per a la injecció inicial de les partícules
- Un tub de buit en què es fa el buit. La seva longitud depèn de les aplicacions. Si és per a la producció de raigs X, la seva longitud és d'1 a 2 metres.
- Elèctrodes cilíndrics aïllats elèctricament. La seva longitud depèn de la distància en el tub, així com del tipus de partícula a accelerar i de la potència i la freqüència del voltatge aplicat. Els segments més curts estan a prop de la font i els més llargs, a l'altre extrem.
- Fonts de voltatge altern, que van a alimentar els elèctrodes.
- Un objectiu adequat. Si s'acceleren electrons per produir raigs X, aleshores ençà, s'utilitza una placa de tungstè refredada per aigua. Si s'acceleren protons o altres ions, es fan servir diferents materials segons la investigació a realitzar.
- Es poden requerir lents magnètiques i elèctriques addicionals per mantenir el feix focalitzat en el centre del tub i els elements acceleradors.
- Els acceleradors molt llargs poden requerir l'alineament dels seus components mitjançant servos i un feix de làser com a guia.

La seva grandària va des d'un tub de raigs catòdics d'un televisor fins a l'accelerador lineal de Stanford, Califòrnia, de 3 quilòmetres de longitud.

## Instal·lacions d'acceleradors lineals
Hi ha diferents instal·lacions d'acceleradors lineals:
- Injector en un sincrotró d'energies més altes en un laboratori experimental de física de partícules.
- Des d'un punt de vista pràctic:
  - Teràpia a base de raigs X contra tumors cancerosos
  - Proves de l'estat de materials

## Acceleradors lineals en experiments d'altes energies
En la investigació física se solen utilitzar acceleradors d'anell com ara el LEP i el recentment inaugurat LHC ambdós del CERN, en què es fan xocar dos feixos oposats en els punts on es troben els detectors. Aquesta configuració és adequada per a electrons i positrons, però no per a altres casos, ja que les pèrdues energètiques per radiació de sincrotró impedeixen assolir energies més altes de col·lisió. L'accelerador lineal de col·lisions de Stanford (conegut com a SLC per les seves sigles en anglès) és un accelerador. Hi ha altres estudis per construir el Col·lisionador Lineal Internacional (ILC) i el Col·lisionador Lineal Compacte (CLIC).